# Капин-Гросу
Капин-Гросу (порт. Capim Grosso)  —  муниципалитет в Бразилии. входит в штат Баия. Составная часть мезорегиона Северо-центральная часть штата Баия. Входит в экономико-статистический микрорегион Жакобина, который входит в Северо-центральная часть штата Баия. Население составляет 27 007 человек на 2006 год. Занимает площадь 350,032 км². Плотность населения — 77,2 чел./км².
Праздник города — 9 мая.

## История
Город основан в 1985 году.

## Статистика
- Валовой внутренний продукт на 2003 год составляет 58 602 806,00 реалов (данные: Бразильский институт географии и статистики).
- Валовой внутренний продукт на душу населения на 2003 год составляет 2290,60 реалов (данные: Бразильский институт географии и статистики).
- Индекс развития человеческого потенциала на 2000 год составляет 0,607 (данные: Программа развития ООН).

## География
Климат местности: полупустыня.